# Alexei Dmitrijewitsch Sawrasenko
Alexei Dmitrijewitsch Sawrasenko (russisch Алексей Дмитриевич Саврасенко; * 28. Februar 1979 in Krasnodar, RSFSR, Sowjetunion) ist ein ehemaliger russischer Basketballspieler. Sawrasenko spielte zunächst in Griechenland insbesondere bei Olympiakos aus Piräus und besitzt die griechische Staatsbürgerschaft. Sein griechischer Name lautet Alexis Amanatidis (griechisch Αλέξης Αμανατίδης). 2002 ging er zurück in seine Heimat. Mit der russischen Nationalmannschaft wurde Sawrasenko bei der Basketball-Europameisterschaft 2007 Europameister. Zuletzt war Sawrasenko in der Saison 2012/13 für Lokomotive Kuban Krasnodar aktiv.

## Vereinskarriere

### Griechenland
Sawrasenko ging bereits frühzeitig zu Olympiakos Piräus ins Ausland und debütierte dort bereits in der Spielzeit 1995/96 als knapp 17-Jähriger. Er nahm die griechische Staatsbürgerschaft an, um das Ausländerkontingent von Olympiakos nicht weiter zu belasten, wurde aber unter Trainer Dušan Ivković meist nur als Ergänzungsspieler von der Bank eingesetzt. Mit Olympiakos gewann Sawrasenko 1996 die griechische Meisterschaft und 1997 sogar das Triple, als man in der FIBA Euroleague gegen FC Barcelona gewann. Olympiakos hatte die Frontcourt-Positionen unter anderem mit Panagiotis Fasoulas, Dragan Tarlać und dem Deutschen Christian Welp besetzt, so dass Sawrasenko als Nachwuchsspieler während des Final-Four-Turniers nicht zum Einsatz kam. Zwei Jahre später schaffte man es 1999 erneut in das Final-Four-Turnier des wichtigsten Europapokal-Wettbewerbs und belegte den dritten Platz. Als Sawrasenko bei den Olympischen Spielen 2000 für die russische Nationalmannschaft antreten wollte, gab es eine vergleichbare Kontroverse wie bei Tarlać um seine griechische Staatsbürgerschaft. Da Olympiakos die griechische Staatsbürgerschaft von Sawrasenko zur Verpflichtung weiterer Legionäre nutzte, hatte es kein Interesse, dass Sawrasenko als Russe zählte. Sawrasenko verzichtete schließlich auf die Teilnahme an den Olympischen Spielen.
In der folgenden Spielzeit 2000/01 war Sawrasenko an den Athener Vorortverein GS Peristeri ausgeliehen, bei denen zuvor auch schon die „Serbo-Griechen“ Marko Jarić und Milan Gurović spielten. Mit Hilfe von Euroleague-Topscorer Alphonso Ford schaffte es Peristeri bis ins Achtelfinale der erstmals ausgespielten EuroLeague 2000/01, die ab 2001 die alte FIBA Euroleague und den Europapokal der Landesmeister ersetzte. Bei Peristeri kam Sawrasenko jetzt auch dauerhaft zum Einsatz und hatte in der Euroleague bei einer Einsatzzeit von gut 26 Minuten pro Spiel gut 9 Punkte und knapp 7 Rebounds im Schnitt. In der griechischen Meisterschaft schied man im Halbfinale gegen seinen ehemaligen Verein Olympiakos aus, zu dem er anschließend zurückkehrte. Mit Olympiakos schied er dann in der zweiten Gruppenphase der besten sechzehn Mannschaften in der EuroLeague 2001/02 gegen den späteren Titelgewinner und griechischen Erzrivalen Panathinaikos Athen aus, die man im Halbfinale der griechischen Meisterschaft besiegte, aber dann die Finalserie um die Meisterschaft gegen AEK Athen verlor. Im Dezember 2002 verließ Sawrasenko Olympiakos und kehrte in sein Heimatland Russland zurück.

### Russland
Im Februar 2003 schloss sich Sawrasenko ZSKA Moskau an, die zuvor 2001 und 2002 erstmals den russischen Meistertitel an Ural Great Perm hatten abgeben müssen. Mit ZSKA gewann er nicht nur die russische Meisterschaft in allen folgenden Jahren, sondern erreichte auch in allen Spielzeiten bei diesem Verein das Final-Four-Turnier des wichtigsten europäischen Vereinswettbewerbs EuroLeague. Nach einem vierten Platz 2003 und 2005 sowie einem dritten Platz gewann man diesen Wettbewerb 2006 durch einen Sieg im Finale über Titelverteidiger Maccabi Tel Aviv. Diesen Erfolg wiederholte man 2008 gegen gleichen Gegner, als Titelverteidiger verlor man 2007 gegen Panathinaikos Athen. Von 2005 bis 2007 gewann man zudem den russischen Pokalwettbewerb und holte das russische Double. Mit dem Triple 2006 ist Sawrasenko damit neben Šarūnas Jasikevičius und seinen Moskauer Mannschaftskameraden David Andersen und Matjaž Smodiš einer der wenigen Spieler, der ein Triple unter Einschluss der Euroleague mit zwei verschiedenen Klubs gewinnen konnte. Im Januar 2009 verließ Sawrasenko ZSKA und schloss sich bis zum Ende der Spielzeit Spartak aus Sankt Petersburg an. Mit Spartak schlug man in der Play-off-Viertelfinalserie der russischen Meisterschaft etwas überraschend die drittplatzierten Dynamo Moskau und holte anschließend den vierten Platz in der russischen Meisterschaft.
Für die Saison 2009/10 unterschrieb Sawrasenko einen Vertrag bei Dynamo und kehrte damit nach Moskau zurück. Dynamo spielte diese Spielzeit unter Trainer Sergei Basarewitsch ohne Legionäre und erreichte in der russischen Meisterschaft einen beachtlichen vierten Platz. Im zweitwichtigsten europäischen Vereinswettbewerb Eurocup 2009/10 war man jedoch ohne Chance und verlor alle sechs Vorrundenspiele. Für die Saison 2010/11 unterschrieb er dann wie Sergei Monja einen Vertrag beim Vizemeister aus dem Moskauer Vorort Chimki. Mit BK Chimki verlor man erneut die Finalserie um die russische Meisterschaft gegen ZSKA. Dafür konnte man diesen Gegner in der osteuropäischen VTB United League nach einem knappen Finalerfolg besiegen und den Titel für Chimki erringen. Über die Qualifikation erreichte man auch die EuroLeague 2010/11, wo man mit BK Chimki knapp in der Vorrunde ausschied. Für die Spielzeit 2011/12 unterschrieb Sawrasenko bei UNICS aus Kasan. UNICS ist als Sieger des Eurocup 2010/11 direkt für die EuroLeague 2011/12 qualifiziert, so dass Sawrasenko bis auf die Spielzeit 2009/10 bei jeder Austragung der EuroLeague beteiligt war. Für die Saison 2012/13 wechselte Sawrasenko zum Lokomotive Kuban Krasnodar, mit dem er in der gleichen Saison den Eurocup gewann. Zum Ende der Saison 2012/2013 zog sich Sawrasenko aus dem Profi-Basketball zurück.

## Nationalmannschaft
Nachdem Sawrasenko an den Olympischen Spielen 2000 nicht teilnehmen konnte, spielte er erstmals bei der Basketball-Europameisterschaft 2001 im Team der russischen Nationalmannschaft. Im Viertelfinale verlor man gegen den späteren Bronzemedaillengewinner Spanien und erreichte nach zwei Siegen in der Platzierungsrunde den fünften Platz und die Qualifikation für die WM 2002. Bei der WM 2002 verlor man die Auftaktspiele gegen den späteren Halbfinalisten Neuseeland und den späteren Vizeweltmeister Argentinien. Nach einem Pflichtsieg über Venezuela folgten in der Zwischenrunde weitere Niederlagen gegen den Gastgeber Vereinigte Staaten und den späteren Bronzemedaillengewinner Deutschland. Am Ende reichte es noch zum zehnten Platz bei dieser WM.
Bei der EM 2003 gewann man in der Vorrunde über Titelverteidiger Serbien und Montenegro, verlor aber im Viertelfinale gegen Frankreich und auch alle restlichen Platzierungsspiele. Am Ende belegte man den achten Platz und verpasste die Qualifikation für die Olympischen Spiele 2004. Bei der EM 2005 gewann man überzeugend die beiden ersten Spiele, verlor aber dann nacheinander gegen den späteren Finalisten Deutschland, im Viertelfinale gegen den späteren Europameister Griechenland und auch alle folgenden Platzierungsspiele. Am Ende belegte man erneut den achten Platz und verpasste somit auch die Qualifikation für die WM 2006.
2006 wurde dann David Blatt russischer Nationaltrainer und konnte die Mannschaft erfolgreich für die Endrunde der EM 2007 qualifizieren. Bei der Endrunde gewann man alle Spiele bis auf eine deutliche Niederlage in der Zwischenrunde gegen Gastgeber Spanien. Im Finale traf erneut auf Spanien und konnte den favorisierten Gastgeber in der Schlussminute mit einem Punkt niederringen. Damit war auch die Teilnahme an den Olympischen Spielen 2008 in Peking erreicht. Bei den Spielen enttäuschte der Europameister und gewann nur ein Vorrundenspiel und schied frühzeitig aus. Dies war Sawrasenkos letzte Endrundenteilnahme mit der russischen Nationalmannschaft.

## Erfolge
- Europameister 2007
- Sieger der Euroleague (3×): 1997, 2006, 2008
- Sieger des Eurocup 2013
- Meister Russland (6×): 2003–2008
- Meister Griechenland (2×): 1996, 1997